# Moskota
Moskota désigne à la fois un canton et une localité du Cameroun situés dans l'arrondissement de Mayo-Moskota (commune de Mozogo), le département du Mayo-Tsanaga et la Région de l'Extrême-Nord, à proximité de la frontière avec le Nigeria.  

## Population
En 1966-1967, la localité Moskota comptait 1 427 habitants, des Mafa. À cette date elle abritait un marché de coton et disposait d'une école publique à cycle incomplet.
Le recensement de 2005 a dénombré 37 357 personnes dans le canton, 1 340 à Moskota (tout court) et 2 405 à Moskota Centre.